# Gasparo Scaruffi

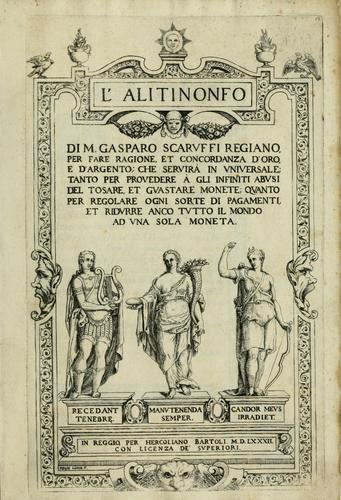

Gasparo Scaruffi (Reggio Emilia, 17 maggio 1519 – Reggio Emilia, 20 settembre 1584) è stato un economista italiano.

## Biografia
Ebbe l'appalto per la coniazione della monete a Reggio Emilia È noto per aver elaborato uno studio sulle difficoltà pratiche derivate dalla pluralità delle monete con diverso contenuto in oro e aver proposto una riforma monetaria, in base alla quale vi sarebbe dovuta essere una moneta universale, alla quale tutte le altre si sarebbero rapportate come multipli o sottomultipli.

## Opere
Espose le sue idee nell'opera L'Alitinonfo (dal greco, "vero lume"), pubblicata a Reggio Emilia nel 1582 dall'editore Hercoliano Bartoli. L'opera è stata riprodotta in facsimile dall'editore Aldo Ausilio di Padova nel 1979.
- Alitinonfo, Reggio nell'Emilia, Ercoliano Bartoli, 1582.